# Paul Janet (physicien)
Pour les articles homonymes, voir Paul Janet.
Paul André Marie Janet, né le 10 janvier 1863 à Paris et mort le 21 février 1937 à Malakoff, est un physicien français. 
Paul Janet est le fils du philosophe Paul Janet et le cousin du médecin et psychologue Pierre Janet. 

## Carrière

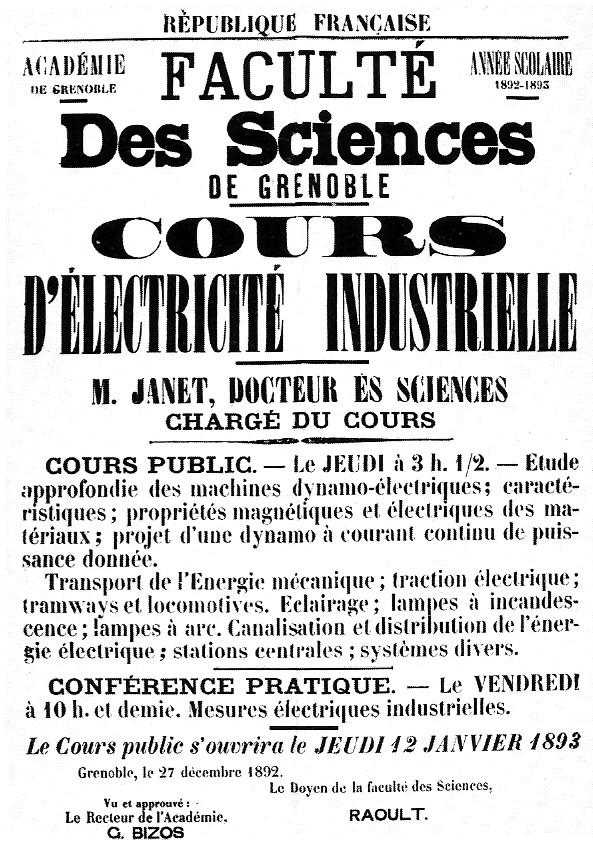
Cours d'électricité de Paul Janet

Paul Janet fait des études supérieures scientifiques de 1883 à 1886 à l'École normale supérieure et à la faculté des sciences de Paris où il obtient la licence ès sciences physiques. Reçu à l'agrégation de sciences physiques en 1886, il devient chargé de cours de physique à l'École de médecine et de pharmacie de Grenoble et prépare une thèse pour le doctorat ès sciences physiques intitulée "Étude théorique et expérimentale sur l'aimantation transversale des conducteurs magnétiques", qu'il soutient en 1890 devant la faculté des sciences de Paris. Il est alors nommé chargé de cours de physique, puis en 1893 professeur, à la faculté des sciences de Grenoble. Il y enseigne de 1893 à 1894 les premiers cours du soir d'électricité puis est remplacé par Joseph Pionchon. Il devient en 1895  directeur de l'École supérieure d’électricité et du Laboratoire central d'électricité de Paris, jusqu'à sa mort. Il est également nommé en novembre 1894 chargé du cours de physique du PCN à la faculté des sciences de Paris (en parallèle avec Lucien Poincaré, puis Pierre Curie et enfin Georges Sagnac), il a notamment comme préparateur de 1895 à 1897 Georges Urbain, il obtient le titre de professeur-adjoint en 1900, est nommé professeur titulaire le 1er novembre 1901, puis professeur titulaire de la chaire d'électrotechnique le 25 juin 1922.
A l’occasion de l’ouverture de la nouvelle section de la Radiotélégraphie à l’Ecole supérieure d’électricité à Paris, en février 1912, le physicien Paul Janet prononce un discours sur le Rapport de Charles d’Almeïda relatif à sa mission pour le Gouvernement de la Défense Nationale dont l’objet était d’établir des communications entre la Province et Paris au cours de la Guerre de 1870-1871.  
Il est élu membre de l'Académie des sciences le 8 décembre 1919 dans la division des académiciens libres. Il prend sa retraite en 1934.
Il fut à l'origine de la création du Comité consultatif d'électricité, puis devint membre du Comité international des poids et mesures de 1931 à sa mort. Il fut également à l'origine de la création en 1930 de la Société des Amis d'André-Marie Ampère et du Musée Ampère à Poleymieux-au-Mont-d'Or.

## Hommages
L'amphithéâtre d'honneur de l'École supérieure d'électricité (Supélec) porte son nom. Lorsque l'école fusionne avec l'École Centrale Paris pour devenir CentraleSupélec, l'amphithéâtre conserve le même nom.
Au Musée Ampère, près de Lyon, une plaque de marbre dans la premier salle (salle à recevoir) porte l'inscription suivante : "A la mémoire de PAUL JANET, Membre de Institut,1863-1937. Membre fondateur de la Société des Amis d'ANDRE-MARIE AMPERE. li sauva cette maison de l'oubli et fut un bienfaiteur pour ce musée."
Une rue porte son nom à Grenoble. Le 8 novembre 1957 fut décidé de donner son nom à le rue joignant la rue Marcel-Perettà au boulevard Maréchal-Joffre.